# Bergtjärnen (Föllinge socken, Jämtland)
Bergtjärnen är en sjö i Krokoms kommun i Jämtland och ingår i Indalsälvens huvudavrinningsområde.